# Unterafferbach
Unterafferbach ist Gemeindeteil des Marktes Goldbach im unterfränkischen Landkreis Aschaffenburg in Bayern.

## Geographie
Das Kirchdorf liegt am westlichen Rand des Spessarts in der bebauungsgünstigen Talebene des Afferbachs. Der topographisch höchste Punkt der Dorfgemarkung befindet sich am Fockenberg westlich von Breunsberg mit 320 m ü. NHN, der niedrigste liegt am Afferbach auf 173 m ü. NHN.

### Nachbargemarkungen
Folgende Gemarkungen grenzen an das Ortsgebiet von Unterafferbach:
|               | Breunsberg                                  | Wenighösbach |
| Oberafferbach | Kompassrose, die auf Nachbargemeinden zeigt |              |
| Glattbach     | Goldbach                                    |              |

## Name
Im Ortsnamen hat sich das althochdeutsche Wort affoldra, westgermanisch apuldro, angelsächsisch apuldr erhalten, welches Apfelbaum bedeutet. Mittelhochdeutsch heißt es affolter. Das hohe Alter des Wortes ist also sprachwissenschaftlich erwiesen, mit ihm der Ortsname selbst.

## Geschichte
Die Hügelgräber im Wald zwischen Goldbach und Unterafferbach geben Hinweise auf eine frühe Besiedelung von Unterafferbach während der Jungsteinzeit, erstmals urkundlich erwähnt wird Unterafferbach jedoch erst unter dem Namen „Affalderbach“ in der Mainzer Heberolle in der Zeit um 1260.
1812 gehörte der Ort Unterafferbach mit 32 Feuerstellen und 180 Seelen (Einwohnern) zur Districtsmairie Kaltenberg im Departement Aschaffenburg des Großherzogtums Frankfurt, die das Kurmainzische Vogteiamt Kaltenberg abgelöst hatte. Maire war Valentin Kraus, Adjunct Michel Kraus. Nach dem Übergang an die Krone Bayern gehörte Unterafferbach zu dem am 1. Oktober 1814 errichteten Landgericht zweiter Klasse Kaltenberg. Nach den Entschließungen vom 30. Juni 1828 sowie vom 8. und 14. Januar 1829 wurde das Landgericht Kaltenberg aufgelöst. Unterafferbach kam zum Landgericht Aschaffenburg. Im Jahr 1833 bestand Unterafferbach aus 32 Häusern, 226 Einwohnern und einer Mühle. Am 1. Juli 1862 wurde das Bezirksamt Aschaffenburg gebildet, auf dessen Verwaltungsgebiet Unterafferbach lag. 1939 wurde wie überall im Deutschen Reich die Bezeichnung Landkreis eingeführt. Unterafferbach war nun eine der 33 Gemeinden im Altkreis Aschaffenburg. Dieser schloss sich am 1. Juli 1972 mit dem Landkreis Alzenau in Unterfranken zum neuen Landkreis Aschaffenburg zusammen.
Bereits im 14. Jahrhundert besaß Unterafferbach eine eigene Kapelle. Die heutige Kirche unter dem Patronat des heiligen Wendelin wurde 1928 eingeweiht.
1812 wurde das erste Schulhaus erbaut. Schullehrer war damals Herr Anton Kraus. Zuvor mussten die Kinder zum Unterricht nach Goldbach gehen. 1879 wurde die Freiwillige Feuerwehr Unterafferbach gegründet. Den ersten Telefonanschluss erhielt der Ort am 6. Juni 1906, 1922 erfolgte der Anschluss an das Stromnetz. Unterafferbach war bis weit in das 20. Jahrhundert hinein sehr ländlich geprägt, mittlerweile gibt es allerdings kaum noch ländliche Höfe.
Am 1. Juli 1971 wurde Unterafferbach im Rahmen der Gebietsreform in Bayern nach Goldbach eingemeindet.

## Baudenkmäler

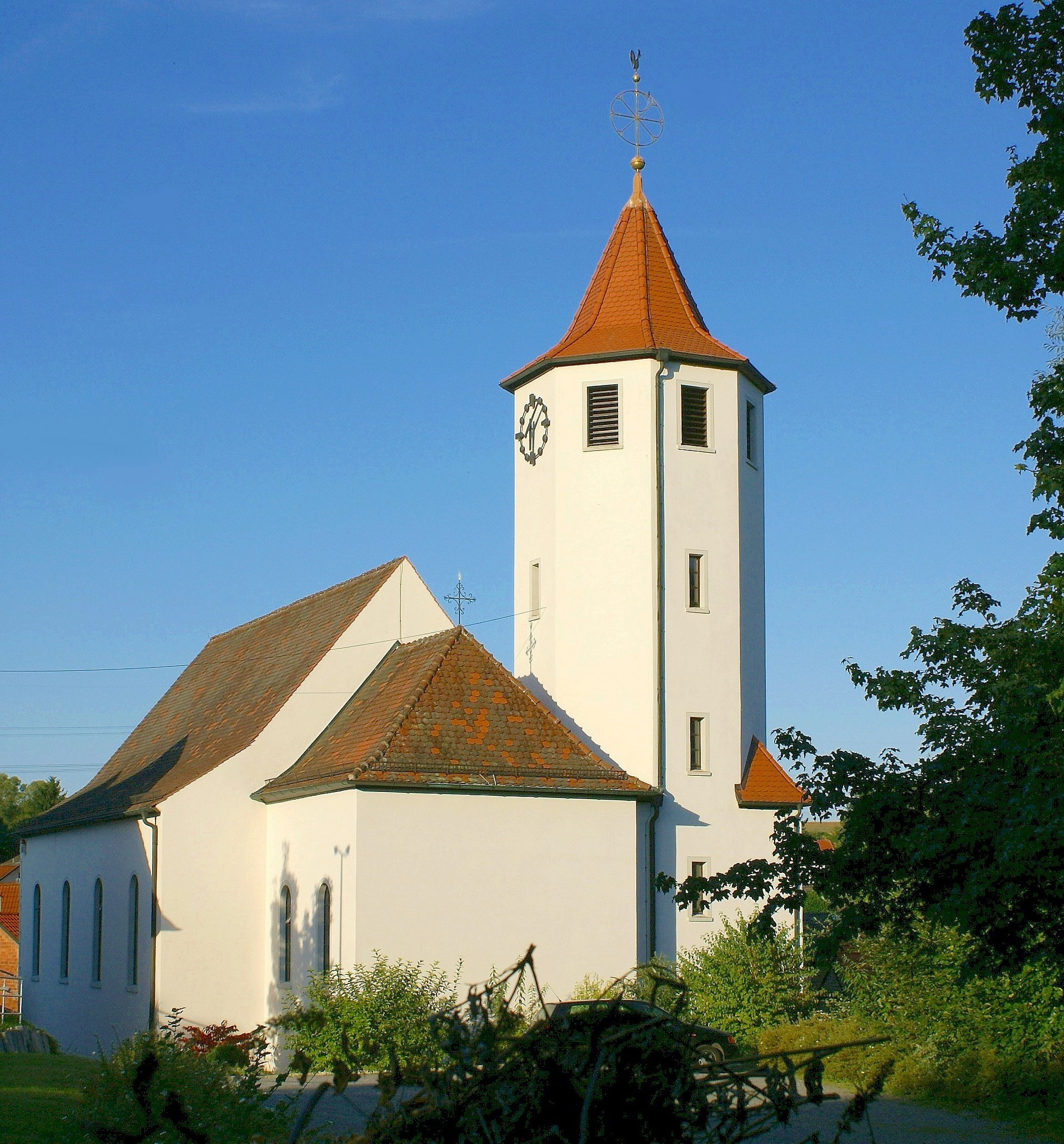
St. Wendelin in Unterafferbach

## Persönlichkeiten
- Hans Kraus (1879–1952), in Unterafferbach geborener Volkswirt und Politiker, Bayerischer Staatsminister der Finanzen